# معهد ماكس بلانك للفيزياء النووية

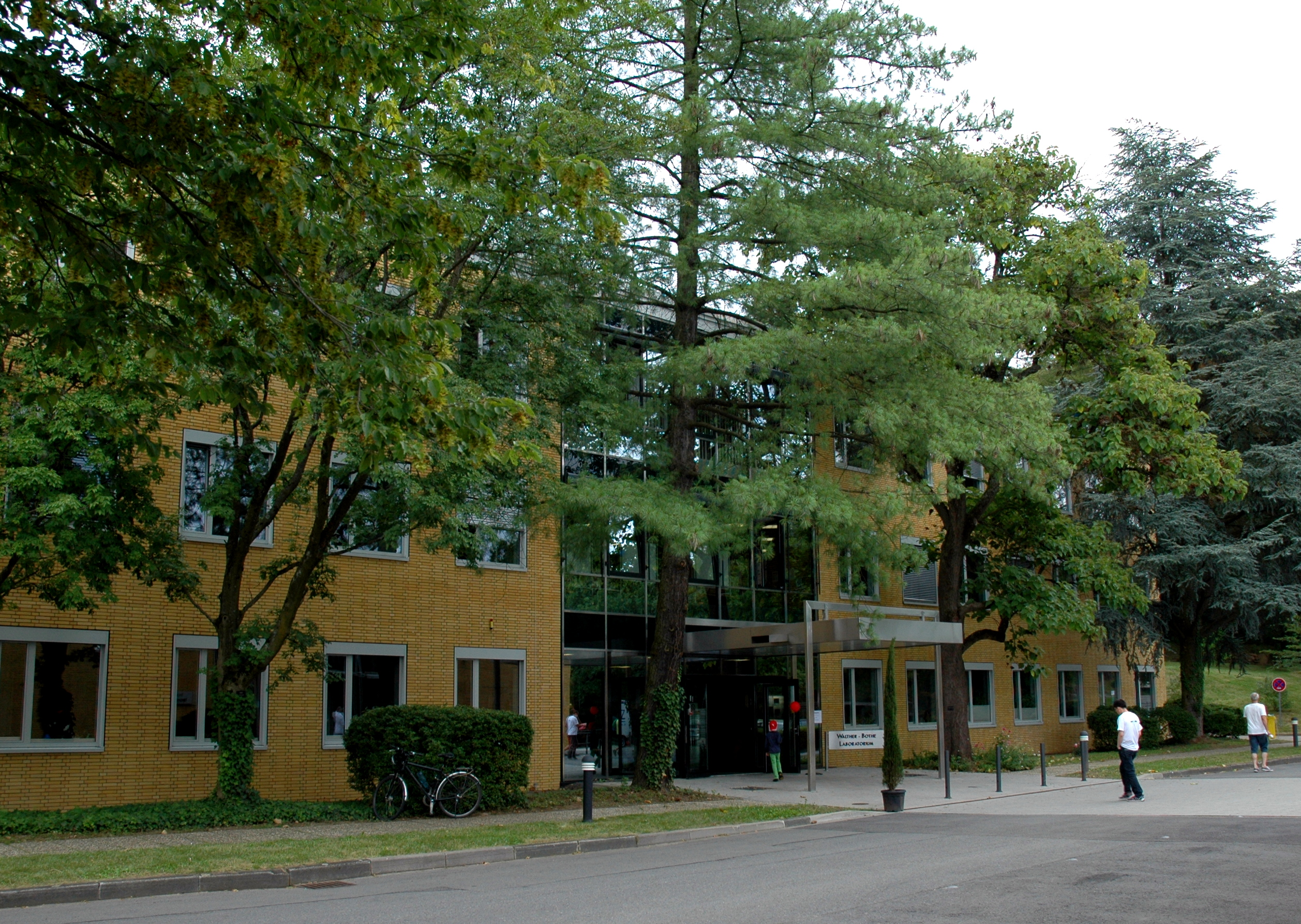

معهد ماكس بلانك للفيزياء النووية (بالألمانية: Max-Planck-Institut für Kernphysik) هو أحد معاهد الأبحاث الثلاثة والثمانين التابعة لجمعية ماكس بلانك، مقره مدينة هايدلبرغ الألمانية.
أُسس معهد ماكس بلانك للفيزياء النووية سنة 1958، برئاسة فولفغانغ غنتنر، وكان نواته السابقة هو معهد الفيزياء التابع لمعهد ماكس بلانك للأبحاث الطبية.

## وصلات خارجية
- الموقع الرسمي للمعهد (بالألمانية)

```
(بالإنجليزية)
```